# TBC 조간
《TBC 조간》은 1972년 4월 3일부터 1980년 11월 30일까지 방송되었던 TBC(동양방송)의 아침 뉴스 프로그램이다.

## 개요
매일 아침 7시에 방송했던 TBC의 아침 종합뉴스 프로그램이다.

## 종영 이후
오일 쇼크로 인하여 종영되고 TBC의 아침 방송은 언론통폐합 이후 KBS 2TV에서 다시 방송된다.